# Söholmen
Söholmen är en ö i Finland. Den ligger i Skärgårdshavet och i kommunen Kimitoön i landskapet Egentliga Finland, i den sydvästra delen av landet. Ön ligger omkring 59 kilometer söder om Åbo och omkring 140 kilometer väster om Helsingfors.
Öns area är 42 hektar och dess största längd är 1,2 kilometer i nord-sydlig riktning.
I nordväst sitter Söholmen ihop med Loholmen genom ett smalt näs. I öster ligger Slåttholmen och i norr och öster Storlandet. I söder ligger flera mindre skär som Mossaholmarna, Pinnklobbarna och Ömsanklobben.
Från Slåttholmen och Loholmen kommer en kraftledning som går över Söholmen och vidare via Kråkklobben till Storlandet och Stora och Lilla Ängesön.
Inlandsklimat råder i trakten. Årsmedeltemperaturen i trakten är 6 °C. Den varmaste månaden är augusti, då medeltemperaturen är 17 °C, och den kallaste är januari, med −4 °C.